# Исчезновение батальона Норфолкского полка

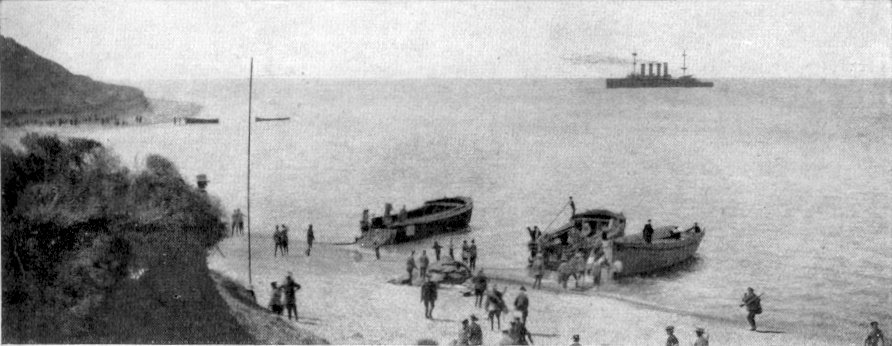
Высадка британских войск в Галлиполи

Исчезновение батальона Норфолкского полка — гибель боевого отряда 1/5 («первого дробь пятого») батальона Норфолкского полка британской армии 12 августа 1915 года в ходе атаки на турецкие позиции во время Дарданелльской операции. Отряд при наступлении на деревню Анафарта попал под плотный огонь турецких пулемётных расчётов и снайперов, а поскольку огнём британской и турецкой артиллерии был подожжён близлежащий лес, отряд и вовсе оказался отрезанным от остальных сил, потеряв ориентацию в пространстве. При попытке прорваться к деревне отряд скрылся в густом тумане, и больше его никто не видел.
В 1918 году в соседнем овраге были обнаружены останки большинства солдат из состава батальона, однако официальное заявление властей Турции о том, что страна не располагает информацией о судьбе батальона, породило множество слухов и кривотолков и послужило источником городской легенды с несколькими вариантами, согласно которой батальон мистическим образом исчез. Среди историков наиболее предполагаемая версия случившегося — захват турками британских военнослужащих в плен и последующий расстрел всех пленных без суда и следствия, что само по себе должно расцениваться как военное преступление.

## События в день битвы

Старший офицер пропавшей без вести Сандрингемской роты капитан Фрэнк Реджинальд Бек

Королевский Норфолкский полк был сформирован в Норфолке в 1881 году в ходе реформы британской армии на базе 9-го пехотного полка и состоял в основном из местного ополчения и добровольцев. В Первую мировую войну полк вступил в составе двух регулярных, одного резервного и трёх территориальных батальонов (один из них — «самокатный», то есть велосипедный). Из них два территориальных батальона были приписаны 163-й бригаде 54-й (восточно-английской) дивизии, входившей в состав Средиземноморских экспедиционных сил под общим командованием генерал-лейтенанта сэра Иэна Гамильтона, и принимали участие в Дарданелльской операции на полуострове Галлиполи.
7 августа (по другим данным — 10 августа) 1915 года батальоны Норфолкского полка — 1/4 под командованием капитана Монтгомери и 1/5 под командованием полковника сэра Хораса Бичема (англ. Sir Horace G.P. Beauchamp, Bart., C.B.) — в составе десантной группы высадились в бухте Сувла и приняли участие в наступлении на деревню Анафарта. Наступающим противостояли части 36-й турецкой дивизии под командованием майора Муниб-бея. Батальон был измотан многочисленными боями, а личный состав страдал различными заболеваниями (в том числе дизентерией).
После нескольких дней напряжённых боёв 12 августа генерал-лейтенант Гамильтон направил одно из подразделений батальона 1/5 занять высоту 60 Каяджик Агала (тур. Kaiajik Aghala). В этой атаке участвовала Сандрингемская добровольческая рота батальона 1/5 Норфолкского полка под командованием капитана Фрэнка Реджинальда Бека, названная по имени имения, где работали до войны бойцы этой роты. Батальон попал под плотный турецкий огонь: стрельбу осуществляли как пулемётные расчёты, так и снайперы. Из-за артиллерийского обстрела вспыхнул пожар в близлежащем лесу. 267 человек, которых вели в бой полковник Бичем и капитан Бек, по словам очевидцев, продолжали наступление на деревню Анафарта и во время продвижения по лощине вошли в облако тумана или густого дыма, который поднялся из-за пожара. Однако, когда туман вскоре рассеялся, ни живых норфолкцев, ни их тел на земле обнаружено не было.
Гамильтон так описывал последовавшие события в донесении военному министру лорду Китченеру от 6 января 1916 года:

Батальон 1/5-й Норфолкского полка был на правом фланге и в какой-то момент почувствовал менее сильное сопротивление (противника), чем то, которое встречала остальная часть бригады. Против отступающих сил противника полковник сэр Х. Бичем — храбрый, уверенный в себе офицер — повёл упорный натиск, увлекая за собой лучшую часть батальона. Сражение усиливалось, а местность становилась более лесистой и изломанной. К этой стадии боя многие бойцы были ранены или доведены до изнеможения жаждой. 
Они вернулись в лагерь в течение ночи. Но полковник с шестнадцатью офицерами и 250 бойцами продолжал преследование, оттесняя противника. … Никого из них больше не видели и не слышали. Они углубились в лес и перестали быть видны и слышны. Никто из них не вернулся.
Оригинальный текст (англ.)The 1/5th. Norfolk were on the right of the line and found themselves for a moment less strongly opposed than the rest of the brigade. Against the yielding forces of the enemy Colonel Sir H. Beauchamp, a bold, self-confident officer, eagerly pressed forward, followed by the best part of the battalion. The fighting grew hotter, and the ground became more wooded and broken. At this stage many men were wounded, or grew exhausted with thirst. These found their way back to camp during the night. But the Colonel, with sixteen officers and 250 men, still kept pushing on, driving the enemy before them. … Nothing more was ever seen or heard of any of them. They charged into the forest and were lost to sight or sound. Not one of them ever came back
.

В результате августовских и сентябрьских боёв остатки батальона 1/5 Норфолкского полка понесли большие потери на поле боя больными и ранеными. Оставшийся личный состав был сведён в две роты, и батальон до ноября 1915 года оставался на передовой в районе Агил-Дере, севернее холма Сари-Бейр. На месте сражений десанта в бухте Сувла до сих пор осталось несколько мест захоронений, известных под общим названием кладбище «Азмак». В состав кладбища «Азмак» вошло также кладбище «5-й норфолкский», названное именно в честь 1/5 батальона Норфолкского полка, и состоящее из 114 могил.

## Расследование происшествия
По отчётам турецких командиров, во время боя 12 августа турками было захвачено в плен 35 британцев. Как минимум один из пленных — рядовой Браун — был из состава батальона 1/5 Норфолкского полка (англ. Private A. G. Brown, 1/5 Norfolk Regt.) Тела британских солдат были обнаружены уже после окончания войны, в 1918 году. 23 сентября 1919 года офицер, ведавший проблемами захоронений, сообщил:

Мы нашли норфолкский батальон «один дробь пять» — всего 180 тел: 122 норфолкца, несколько гентцев и саффолкцев с чеширцами (из батальона) «два дробь четыре». Нам удалось идентифицировать только трупы рядовых Барнаби и Коттера. Тела были разбросаны на площади примерно квадратной мили, на расстоянии не меньше 800 ярдов за передним краем турок. Многие из них несомненно были убиты на ферме, так как местный турок, владелец этого участка, сказал нам, что когда он вернулся, ферма была завалена (дословно «покрыта») разлагающимися телами британских солдат, которые он сбросил в маленький овраг. То есть подтверждается первоначальное предположение о том, что они не ушли далеко вглубь обороны противника, а были уничтожены один за другим за исключением тех, кто добрался до фермы.
Оригинальный текст (англ.)We have found the 5th Norfolks - there were 180 in all; 122 Norfolk and a few Hants and Suffolks with 2/4th Cheshires. We could only identify two - Privates Barnaby and Cotter. They were scattered over an area of about one square mile, at a distance of at least 800 yards behind the Turkish front line. Many of them had evidently been killed in a farm, as a local Turk, who owns the place, told us that when he came back he found the farm covered with the decomposing bodies of British soldiers which he threw into a small ravine. The whole thing quite bears out the original theory that they did not go very far on, but got mopped up one by one, all except the ones who got into the farm

## Версии случившегося

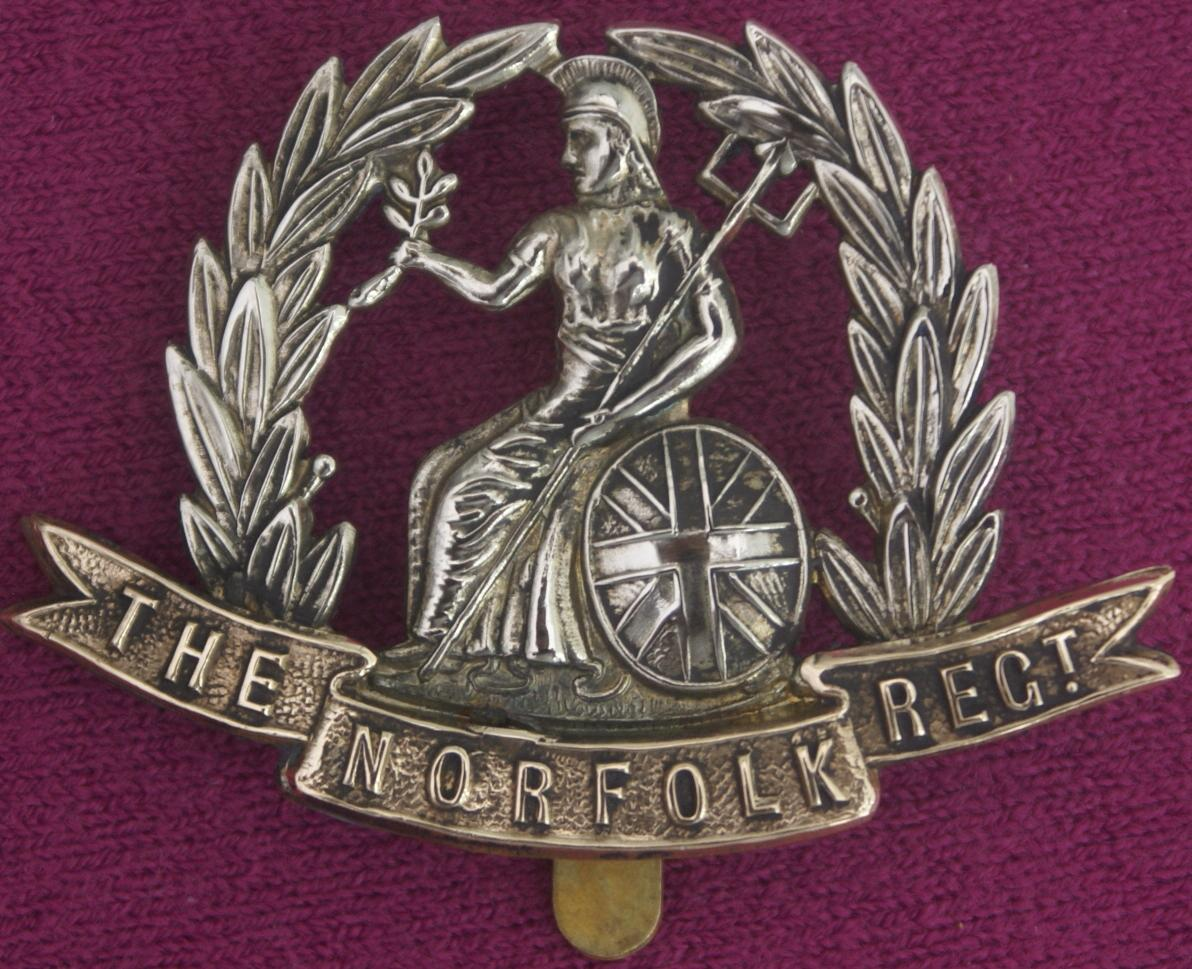
Кокарда Норфолкцев

### Сверхъестественное исчезновение
С 1915 года подразделение Норфолкского полка считалось пропавшим без вести. Правительство Великобритании предпринимало усилия по выяснению его дальнейшей судьбы, в том числе обращалось за помощью в этом вопросе к турецким властям, однако окончательно ясность в данном вопросе не установлена. Уже с момента исчезновения Сэндрингэмской роты 1/5 батальона Норфолкского полка эта история имела мистический оттенок. Сэр Иэн Гамильтон отмечал странность (mysterious thing) в самом факте исчезновения целого подразделения на поле боя среди бела дня, а в дальнейшем появлялись дополнительные свидетельства, добавлявшие загадочность в эту историю.
В 1967 году были рассекречены материалы, собранные в 1917—1918 годах специальной комиссией, которая по указанию британского правительства расследовала причины поражения в Дарданелльской операции — в том числе и отчёт о найденных телах 122 норфолкцев. Также в отчёте комиссии (The Final Report of the Dardanelles Commission) упоминалось о странном тумане, который 21 августа 1915 года ослеплял артиллерийских наблюдателей в районе бухты Сувла.

По какой-то причуде природы Сувла Бэй и Плэйн были окутаны странным туманом днём 21 августа. Нам не повезло — мы надеялись, что стрелки врага будут ослеплены солнцем, склоняющимся к закату, а нам турецкие окопы будут ясно видны в его вечерних лучах с исключительной чёткостью. Получилось же, что мы с трудом могли различить порядки врага в этот день, в то время как западные цели были особо хорошо видны на ярком свету.
Оригинальный текст (англ.)By some freak of nature Suvla Bay and Plain were wrapped in a strange mist on the afternoon of 21 August. This was sheer bad luck as we had reckoned on the enemy's gunners being blinded by the declining sun and upon the Turk's trenches being shown up by the evening sun with singular clearness. Actually, we could hardly see the enemy lines this afternoon, whereas to the westward targets stood out in strong relief against the luminous light.

Тогда же были опубликованы свидетельские показания ветеранов из состава новозеландского подразделения, которое находилось на передовой в районе высоты 60 во время атаки 12 августа 1915 года. В нём сообщалось о необъяснимой связи исчезновения норфолкцев со странной тучей, в которую они вошли:

Поднимался день, ясный, безоблачный — в общем, прекрасный средиземноморский день, какого и следовало ожидать. Однако было одно исключение: в воздухе висели 6 или 8 туч в форме «круглых буханок хлеба». Все эти одинаковые по форме облака находились прямо над «высотой 60». Было замечено, что, несмотря на лёгкий ветер, дувший с юга со скоростью 5-6 миль в час, ни расположение туч, ни их форма не изменялись.
 С нашего наблюдательного пункта, расположенного в 500 футах, мы видели, что они висят на угле возвышения 60 градусов. На земле, прямо под этой группой облаков, находилась ещё одна неподвижная туча такой же формы. Её размеры были около 800 футов в длину, 200 в высоту и 200 в ширину. Эта туча была совершенно плотной и казалась почти твёрдой структурой. Она находилась на расстоянии от 14 до 18 цепей (280—360 метров) от места сражения, на территории, занятой британцами.
 Двадцать два человека из 3-го отделения 1-й полевой роты N.E.Z. и я наблюдали за всем этим из траншей на расстоянии в 2500 ярдов (2286 метров) к юго-западу от тучи, находившейся ближе всех к земле. Наша точка наблюдения возвышалась над «высотой 60» где-то на 300 футов; уже позже мы вспомнили, что эта туча растянулась над пересохшей речкой или размытой дорогой, и мы прекрасно видели её бока и края. Она была, как и все остальные тучи, светло-серого цвета.

Тогда мы увидели британский полк (первый дробь четвёртый батальон Норфолкского полка) в несколько сотен человек, который вышел на это высохшее русло или размытую дорогу и направился к «высоте 60», чтобы усилить отряд на этой высоте. Они приблизились к месту, где находилась туча, и без колебаний вошли прямо в неё, но ни один из них на высоте 60 не появился и не сражался. Примерно через час после того, как последние группы солдат исчезли в туче, она легко покинула землю и, как это делают любой туман или туча, медленно поднялась и собрала остальные, похожие на неё тучи, упомянутые в начале рассказа. Рассмотрев их внимательно ещё раз, мы поняли, что они похожи на «горошины в стручке». В течение всего происходящего тучи висели на одном и том же месте, но как только «земная» туча поднялась до их уровня, все вместе отправились в северном направлении, к Болгарии, и через три четверти часа потерялись из виду.

Полк, о котором здесь упоминается, был объявлен «пропавшим без вести» или «уничтоженным», и когда Турция в 1918 году капитулировала, первым делом Великобритания потребовала возвращения своего полка. Турция ответила, что она никогда не брала в плен этот полк, не вступала с ним в бой и вообще не подозревала о его существовании. Британский полк в 1914—1918 гг. насчитывал от 800 до 4000 человек. Те, кто наблюдал за происходившим, свидетельствуют, что турки не брали этот полк в плен и не контактировали с ним.

Мы, нижеподписавшиеся, хотя и делаем это заявление с опозданием, потому что со дня того события прошло 50 лет, заявляем, что вышеописанное происшествие является достоверным. Подписано свидетелями:

4/165 Sapper F. Reichart Matata Bay of Plenty

13/426 Sapper R. Newnes 157 King Street, Cambridge

J. L. Newman 73 Freyberg St. Otumoctai, Tauranga
Оригинальный текст (англ.)Gallipoli, August 28, 1915. The following is an account of a strange incident that happened … in the morning, during the severest and final days of the fighting, which took place at «Hill 60» Suvla Bay, «ANZAC» [Australian and New Zealand Army Corps]. The day broke clear, without a cloud in sight, as any beautiful Mediterranean day could be expected to be. The exception, however, was a number of perhaps six or eight "loaf of bread" shaped clouds—-all shaped exactly alike—which were hovering over "Hill 60". It was noticed that, in spite of a four or five mile an hour breeze from the south, these clouds did not alter their position in any shape or form, nor did they drift away under the influence of the breeze. They were hovering at an elevation of about 60 degrees as seen from our observation point 500 ft. up. Also stationary and resting on the ground right underneath this group of clouds was a similar cloud in shape, measuring about 800 ft. in length, 200 ft. in height, and 200 ft. in width. This cloud was absolutely dense, almost solid looking in structure, and positioned about 14 to 18 chains from the fighting in British held territory. All this was observed by twenty-two men of No. 3 Section of No. 1 Field Company, N.Z.E., including myself, from our trenches on Rhododendron Spur, approximately 2500 yards south west of the cloud on the ground. Our vantage point was overlooking «Hill 60» by about 300 ft. As it turned out later, this singular cloud was straddling a dry creek bed or sunken road (Kaiajik Dere) and we had a perfect view of the cloud’s sides and ends as it rested on the ground. Its colour was a light grey, as was the colour of the other clouds. A British Regiment, the First Fourth Norfolk, of several hundred men, was then noticed marching up this sunken road or creek towards «Hill 60.» It appeared as though they were going to reinforce the troops at «Hill 60». However, when they arrived at this cloud, they marched straight into it, with no hesitation, but no one ever came out to deploy and fight at «Hill 60». About an hour later, after the last of the file had disappeared into it, this cloud very unobtrusively lifted off the ground and, like any fog or cloud would, rose slowly until it joined the other similar clouds which were mentioned in the beginning of this account. On viewing them again, they all looked alike «as peas in a pbd.» All this time, the group of clouds had been hovering in the same place, but as soon as the singular «ground» cloud had risen to their level, they all moved away northwards, i.e. towards Thrace (Bulgaria). In a matter of about threequarters of an hour they had all disappeared from view. The Regiment mentioned is posted as «missing» or «wiped out» and on Turkey surrendering in 1918, the first thing Britain demanded of Turkey was the return of this regiment. Turkey replied that she had neither captured this Regiment, nor made contact with it, and did not know that it existed. A British Regiment in 1914-18 consisted of any number between 800 and 4000 men. Those who observed this incident vouch for the fact that Turkey never captured that Regiment, nor made contact with it. We, the undersigned, although late in time, that is at the 50th Jubilee of the ANZAC landing, declare that the above described incident is true in every word. Signed by witnesses: 4/165 Sapper F. Reichart Matata, Bay of Plenty 13/416 Sapper R. Newnes 1.57 King St., Cambridge J. L. Newman 73 Freyberg St., Otumoctai, Tauranga.

С учётом того, что турецкий крестьянин, нашедший тела норфолкцев, описывал их сильно изуродованными: «…изломаны и как бы сброшены с большой высоты…», сложилось несколько версий, трактующих событие, которое получило название «исчезновение Норфолкского полка» (англ. disappearance of the Norfolk Regiment), с точки зрения мистики и сверхъестественного. Среди версий упоминается похищение НЛО или перемещение в параллельные миры. Тем не менее, из-за ряда нестыковок с официальными документами, направленными командованием Норфолкского полка, версия подвергается критике.

### Гибель от рук турок
Среди историков и скептиков распространена более простая очевидная версия, согласно которой все пропавшие бойцы батальона Норфолкского полка погибли от рук солдат армии Османской империи, а официальные ответы Турции на британские запросы являются недостоверными. Бойцы либо погибли в штыковом бою, либо были уведены в плен и замучены до смерти турками, либо были уничтожены собственной артиллерией: артиллерия могла открыть огонь по своим не только по причине плохой видимости в тумане, но и из-за многочисленных стратегических ошибок командования в координации действий, которые были нередкими в Галлиполийской кампании. Историки подтверждают тот факт, что у британцев были некорректно составлены карты местности на всём Галлиполийском фронте. Показания новозеландцев из АНЗАК историки считают недостоверными, поскольку давшие под присягой показания лица говорили об исчезновении 1/4-го батальона, а не 1/5-го, и путались в датах, называя 21 августа вместо 12 августа. В действительности 21 августа 1915 года произошло сражение за холм Скимитар, штурм которого обернулся для британцев катастрофой — погибло 5 тысяч человек в ходе штурма одной высоты.
Более интересной информацией обладали сами турки, которые вели сокращенные военные дневники, известные как «Harp Ceridesi».
Доклад 36 полка двенадцатой турецкой дивизии, которая защищалась от англичан, помог в расследовании этого загадочного дела, записи в докладе сообщают: ... 11 августа 1915, майор Муниб-Бей, командующий тридцать шестым полком. Он создал свои оборонительные позиции, растянул свой полк через долину Сувла к краю хребта Киреч Тепе. На следующий день, после битвы с участием 1/5 Норфолка, Муниб Бэй писал свои отчеты. По его словам, 12 августа, ничего не происходило, пока в 16:00 враг начал обстреливать линии фронта и тыла. В результате ожесточенных боестолкновений с британскими стрелками, туркам удалось разбить их силы, и в дальнейшем потери британцев были оценены в примерно 300 человек, в частности турки изъяли 250 винтовок. Согласно докладу майора Муниба, полковник Бичем и 250 его подчиненных были убиты в той битве. Тела были оставлены на задней части турецкой линии. Также майор сообщил, что 35 раненых британских солдат было взято в плен. Важно то, что большинство нападавших были убиты штыками, а не выстрелами, как часто говорят британские источники, то есть неудивительно то, что никто издалека не услышал как батальон сражался. Но вот был ли это тот самый батальон 1/5, сейчас точно сказать нельзя.
Турецкие сообщения о военнопленных хранят также много полезной информации, а именно: эти военнопленные были захвачены и не расстреляны, как это утверждается в британских докладах. Доказательством этих слов является вышеупомянутый рядовой Браун, а также Ноббс, Рив и Томпсон. Судя по этим историям, почти все они были ранены. Еще один пленный Фокс, который входил в состав 1/5 Норфолкского полка, на турецком допросе сказал, что полковник Бичем приказал батальону идти в атаку в 16:00, но интенсивный огонь с турецкой стороны разрушил его планы. Далее Фокс рассказывает, что только он и его сержант Варли остались в живых.
В 1992 году историк Найджел Маккрири выпустил книгу «Пропавший батальон» (англ. The Lost Battalion), в которой заявил, что все солдаты исчезнувшего батальона Норфолкского полка попали в турецкий плен и были казнены. По словам Маккрири, в 1918 году преподобный Чарльз Пьерпойнт Эдвардс на месте сражения во время поисков останков обнаружил около 180 изуродованных тел на ферме, 122 из которых носили униформу Норфолкского полка, причём среди трупов был и труп командира батальона; однако Маккрири уточняет, что в отчёте почему-то опустили факт, что все солдаты были убиты выстрелами в голову. В пользу версии о военном преступлении со стороны турок также говорит и тот факт, что для турок в войнах было обыденным не брать никого в плен, а казнить на месте.

### Путаница в документах
Как показали дальнейшие расследования этого дела, как турки, так и британцы давали много противоречивой и путаной информации. Вкупе с тем, что командование Галлипольского сражения сделало много ошибок и просчётов, которые привели к весьма плачевным результатам, можно рассмотреть и версию о том, что сильная путаница и бюрократические ошибки сделали батальон 1/5 «пропавшим», в то время как он просто погиб в сражении.

## Норфолкский полк в культуре
Хеви-метал-группа «Ария» с 1991 года имеет в своём репертуаре композицию «Прощай, Норфолк!» (музыка — В. Дубинин/В. Холстинин, слова — М. Пушкина) с альбома «Кровь за кровь». На концертном альбоме группы «Сделано в России» песне предшествует вступление следующего характера, не соответствующее реальным фактам боёв в Галлиполи:

Это было 21 августа 1915 года. Британский генерал Гамильтон отправил Норфолский полк в качестве подкрепления на передовую. Полк поднялся высоко в горы, вошёл в ущелье и был накрыт огромным облаком. Полк исчез. Из облака не вышел ни один солдат…
Также в тексте встречается не соответствующая сюжету строка «Немцы убитых тащили во рвы», хотя в контексте участия полка в боях Первой мировой войны утверждение имеет долю правды, поскольку Норфолкский полк сражался также на Западном фронте против германской армии и участвовал в битве на Сомме.
В 1999 году вышел художественный фильм «Вся королевская рать» (англ. All the King's Men) режиссёра Джулиана Джерролда (англ. Julian Jarrold) по роману Найджела Мак’Крери (англ. Nigel Mc'Crery), посвящённый 1/5 батальону Норфолкского полка. По сюжету фильма, исчезнувший в тумане батальон был схвачен в плен турками и перебит до последнего человека, несмотря на мольбы солдат о пощаде. Потомки погибшего в том бою капитана батальона Фрэнка Бека и турецкие власти раскритиковали концовку фильма.